# Тасковићи
Тасковићи су насеље у Србији у општини Гаџин Хан у Нишавском округу. Према попису из 2022. било је 256 становника (према попису из 1991. било је 403 становника). Село се налази на магистралном путу Ниш-Гаџин Хан, удаљено око 1 километар од Гачиног Хана.
Из села воде порекло браћа Тасковићи , партизани, народни хероји погинули у Другом светском рату, Душан Тасковић Срећко (1915 - 1944) и Виден Тасковић Мргуд (1922 - 1942).
Садашњи нишки Булевар Зорана Ђинђића је дуго носио назив по њима.
Сем тога једна улица у Сврљигу носи име по једном од браће, Срећку, као и једна основна школа у Сићеву.
Према турском попису нахије Ниш из 1516. године, место је било једно од 111 села нахије и носило је назив Драшкова Кутина, а имало је 24 кућа, 2 удовичка домаћинства, 5 самачка домаћинства.

## Демографија
У насељу Тасковићи живи 353 пунолетна становника, а просечна старост становништва износи 53,9 година (52,1 код мушкараца и 56,0 код жена). У насељу има 127 домаћинстава, а просечан број чланова по домаћинству је 2,02.
Ово насеље је великим делом насељено Србима (према попису из 2002. године).
|  |

| Демографија | Демографија | Демографија |
| Година      | Становника  | Становника  |
| ----------- | ----------- | ----------- |
| 1948.       | 859         |             |
| 1953.       | 824         |             |
| 1961.       | 706         |             |
| 1971.       | 531         |             |
| 1981.       | 434         |             |
| 1991.       | 403         | 398         |
| 2002.       | 403         | 407         |
| 2011.       | 316         |             |
| 2022.       | 256         |             |

| Етнички састав према попису из 2002.‍ | Етнички састав према попису из 2002.‍ | Етнички састав према попису из 2002.‍ | Етнички састав према попису из 2002.‍ | Етнички састав према попису из 2002.‍ |
| ------------------------------------ | ------------------------------------ | ------------------------------------ | ------------------------------------ | ------------------------------------ |
|                                      |                                      |                                      |                                      |                                      |
| Срби                                 | Срби                                 |                                      | 387                                  | 96,02%                               |
| Роми                                 | Роми                                 |                                      | 15                                   | 3,72%                                |
| непознато                            | непознато                            |                                      | 0                                    | 0,0%                                 |

| Година пописа     | 1948. | 1953. | 1961. | 1971. | 1981. | 1991. | 2002. |
| ----------------- | ----- | ----- | ----- | ----- | ----- | ----- | ----- |
| Број домаћинстава | 150   | 154   | 158   | 153   | 149   | 140   | 158   |

| Број чланова      | 1  | 2  | 3  | 4  | 5 | 6 | 7 | 8 | 9 | 10 и више | Просек |
| ----------------- | -- | -- | -- | -- | - | - | - | - | - | --------- | ------ |
| Број домаћинстава | 34 | 64 | 25 | 18 | 9 | 7 | 1 | 0 | 0 | 0         | 2,55   |

| Пол    | Укупно | Неожењен/Неудата | Ожењен/Удата | Удовац/Удовица | Разведен/Разведена | Непознато |
| ------ | ------ | ---------------- | ------------ | -------------- | ------------------ | --------- |
| Мушки  | 199    | 51               | 128          | 18             | 2                  | 0         |
| Женски | 168    | 18               | 124          | 26             | 0                  | 0         |
| УКУПНО | 367    | 69               | 252          | 44             | 2                  | 0         |

| Пол    | Укупно                    | Пољопривреда, лов и шумарство | Рибарство                            | Вађење руде и камена | Прерађивачка индустрија       |
| ------ | ------------------------- | ----------------------------- | ------------------------------------ | -------------------- | ----------------------------- |
| Мушки  | 74                        | 3                             | 0                                    | 0                    | 40                            |
| Женски | 33                        | 8                             | 0                                    | 0                    | 14                            |
| УКУПНО | 107                       | 11                            | 0                                    | 0                    | 54                            |
| Пол    | Производња и снабдевање   | Грађевинарство                | Трговина                             | Хотели и ресторани   | Саобраћај, складиштење и везе |
| Мушки  | 0                         | 6                             | 3                                    | 0                    | 2                             |
| Женски | 0                         | 0                             | 2                                    | 0                    | 0                             |
| УКУПНО | 0                         | 6                             | 5                                    | 0                    | 2                             |
| Пол    | Финансијско посредовање   | Некретнине                    | Државна управа и одбрана             | Образовање           | Здравствени и социјални рад   |
| Мушки  | 0                         | 0                             | 6                                    | 3                    | 5                             |
| Женски | 0                         | 1                             | 1                                    | 2                    | 3                             |
| УКУПНО | 0                         | 1                             | 7                                    | 5                    | 8                             |
| Пол    | Остале услужне активности | Приватна домаћинства          | Екстериторијалне организације и тела | Непознато            | Непознато                     |
| Мушки  | 0                         | 0                             | 0                                    | 6                    | 6                             |
| Женски | 1                         | 0                             | 0                                    | 1                    | 1                             |
| УКУПНО | 1                         | 0                             | 0                                    | 7                    | 7                             |

## Споменици културе
- Спомен парк - у самом центру села налази се спомен парк посвећен особама које су животе дали током борби у Првом светском рату (1912 - 1918 године) и у Народноослободилачкој борби у Другом светском рату (1941 - 1945 године). У самом спомен парку налазе се посебне мермерне плоче, са именима и презименима особа страдалих током ова два рата. Поред овога, налазе се и бисте знаменитим јунацима у Народноослободилачкој борби: Душан Тасковић Срећко (1915 - 1944) и Виден Тасковић Мргуд (1922 - 1942), партизани сврљишког одреда и чланови Окружног комитета Комунистичке партије.

## Галерија
- Бисте Душан Тасковић Срећко и Виден Тасковић Мргуд
- Спомен парк централни поглед
- Спомен чесма
- Основна школа Витко и Света
- Двориште школе